# 正親町三条公仲
正親町三条 公仲（おおぎまちさんじょう きみなか）は、安土桃山時代の公家（公卿）。
堂上家の正親町三条家（大臣家、藤原北家公季流三条庶流）の15代当主。

## 経歴
権中納言・正親町三条実福の子。室は権大納言・勧修寺晴秀の娘。実子に、権大納言・正親町三条実有、右兵衛佐・甘露寺豊長（蔵人頭・甘露寺経遠の養子）、権大納言・三条公広の室など。
天正13年（1585年）7月13日、参議、のち、正三位・権中納言。
慶長5年（1600年）6月26日、贈准大臣。

## 系譜
- 父：正親町三条実福
- 母：不詳
- 妻：勧修寺晴秀の娘
  - 男子：正親町三条実有（1588-1633）
  - 男子：中川貞秀
  - 男子：甘露寺豊長（1590-1606）
- 生母不詳の子女
  - 女子：三条公広室